# Apollón Grigóriev
Apollón Aleksándrovich Grigóriev (Moscú, 20 de juliojul./ 1 de agosto de 1822greg. - San Petersburgo, 25 de septiembrejul./ 7 de octubre de 1864greg.) fue un crítico literario, poeta y escritor ruso.
Con una ideología de carácter eslavófilo y conservador, formó parte del movimiento conocido como Póchvennichestvo. En su carrera como poeta fue calificado como postromántico y en su labor de crítico —por la que es más conocido— escribió para publicaciones como Otéchestvennye Zapiski, Moskvityanin, Vremya o Epoja. Tuvo relaciones de amistad con Afanasi Fet y Aleksandr Ostrovski y admiró la obra de Aleksandr Pushkin. Murió a causa de un accidente cerebrovascular mientras estaba encerrado en prisión, con motivo de sus deudas, en San Petersburgo.